# Bref (droit)
Pour les articles homonymes, voir Bref.
En common law, un bref (en anglais : writ) est un ordre écrit formel donné par un tribunal en vertu de la prérogative royale afin de prévenir un abus de pouvoir ou un abus de droit. 

## Histoire
Les brefs ont été développés en Angleterre après la Conquête normande de 1066. Au début, les cours de justice pouvaient librement développer les brefs en fonction de chaque nouvelle situation qui se présentait devant elles. Cela a eu pour effet de multiplier la quantité de recours disponibles en common law. La noblesse, qui contrôle les tribunaux inférieurs, s'oppose à la création de nouveaux brefs car les brefs accroissent les pouvoirs des tribunaux royaux au détriment des tribunaux locaux. Les provisions d'Oxford de 1258 interdisent la création de nouveaux brefs sans l'autorisation de la cour royale. Par la suite, de nouveaux brefs sont seulement créés par la sanction expresse du Parlement. 
Entre le Moyen Âge et le XIXe siècle, les tribunaux anglais doivent agir avec un nombre limité de brefs en raison de l'interdiction royale de créer des nouveaux brefs. La conséquence est que plusieurs brefs vont être utilisés de façon large et la portée des brefs historiques sera réinterprétée pour admettre un plus grand nombre de cas d'application.  

## Droit canadien
Plusieurs types de brefs existent en common law canadienne. 
Le brefs de prérogative sont décernés par les cours supérieures en vertu de leur pouvoir discrétionnaire de contrôle judiciaire. Parmi les brefs de prérogative, il y a le mandamus, le certiorari, la prohibition et le quo warranto. Au Québec, plusieurs de ces brefs ont été codifiés à l'article 529 du Code de procédure civile.
Le bref de subpoena vise à contraindre un témoin à témoigner devant la cour. 
Le bref de mandat est un bref qui comporte une autorisation d'agir, tel qu'un mandat d'arrestation ou un mandat de perquisition. 
Le bref de habeas corpus a été constitutionnalisé à l'article 10 c) de la Charte canadienne des droits et libertés.
Le bref d'élection ordonne au directeur de scrutin d'une circonscription électorale de tenir une élection pour élire un député.
Le bref de prohibition est un ordre de la Cour supérieure à un tribunal inférieur de lui transmettre le dossier d'une affaire. 